# Nina (musikalbum)
Nina är det fjärde studioalbumet från den kroatiska sångerskan Nina Badrić. Albumet släpptes år 2000. Albumet innehåller 12 låtar. Albumet innehåller remixer av låtarna "Ostavljam ti sve" och "Ako kažeš da me ne voliš". Albumet innehåller även en låt på engelska.

## Låtlista
| Nr  | Titel                            | Längd |
| --- | -------------------------------- | ----- |
| 1.  | Ako kažeš da me ne voliš         | 4:23  |
| 2.  | Ostavljam ti sve                 | 4:28  |
| 3.  | Sva tebi pripadam                | 3:56  |
| 4.  | Nek ti bude kao meni             | 3:38  |
| 5.  | Slobodna                         | 3:43  |
| 6.  | Vječita ljubav                   | 4:06  |
| 7.  | Igraj se                         | 3:36  |
| 8.  | Budi mi blizu                    | 3:31  |
| 9.  | Zbog tebe živim                  | 4:42  |
| 10. | Lately I'm missing you           | 4:34  |
| 11. | Ostavljam ti sve (Remix)         | 4:11  |
| 12. | Ako kažeš da me ne voliš (Remix) | 5:06  |